# Белорусская улица (Братислава)
Белорусская улица (словац. Bieloruská ulica) — улица в городском районе Подунайске-Бискупице (Братислава), длина — 600 метров. 
Вместе с Латышской и Эстонской улицами образует квартал Medzijarky (Медзиярки). 
Улица прежде всего известна моделью находящейся в местном парке летающей тарелки.

## Происхождение названия
Улица названа по случаю 50-летия образования СССР в честь Белорусской Советской Социалистической Республики.

## Значимые объекты
- Школа, ул.Белорусская, д.1
- Торговый центр